# KAMPOS (organisatie)
Stichting KAMPOS, voluit Kwinti, Aluku, Matawai, Paramaccaners, Okanisi en Saramaccaners, is een samenwerkingsverband van de in Suriname woonachtige tribale volkeren, oftewel de zes marronstammen van Suriname. De organisatie werd in of voor 2018 gevormd.
KAMPOS vertegenwoordigt de marrons bij officiële aangelegenheden en gezamenlijke momenten die alle marrons aangaan, vaak in samenhang met andere organisaties met overeenkomstige belangen zoals de Vereniging Saamaka Gemeenschappen (VSG), de Vereniging van Inheemse Dorpshoofden in Suriname (VIDS) en allebei. In 2022 verwelkomden KAMPOS en VIDS secretaris-generaal António Guterres van de Verenigde Naties (VN) in Pierrekondre.
KAMPOS werkt ook samen met organisaties die zich richten op andere thema's, zoals het Nationaal Instituut voor Milieu en Ontwikkeling in Suriname (NIMOS), het Centrum voor Landbouwkundig Onderzoek in Suriname (CELOS) en Staatsbosbeheer (SBB), en op niet-tribale onderwerpen zoals belangen van marronvrouwen. KAMPOS is een van de twaalf vertegenwoordigers in de Nationale SDG Commissie ten behoeve van de Duurzame ontwikkelingsdoelstellingen (Sustainable Development Goals) van de VN.
Trio/Wayana (lijst) · 
Aluku (lijst) · 
Aukaners (lijst) · 
Kwinti (lijst) · 
Matawai (lijst) · 
Paramaccaners (lijst) · 
Saramaccaners (lijst)
politiek in Suriname · granman · kapitein · basja